# Адријани (Кјети)
Адријани (итал. Adriani) је насеље у Италији у округу Кјети, региону Абруцо.
Према процени из 2011. у насељу је живело 87 становника. Насеље се налази на надморској висини од 207 м.